# Cophixalus humicola
Espèce
Statut de conservation UICN

 LC  : Préoccupation mineure
Cophixalus humicola est une espèce d'amphibiens de la famille des Microhylidae.

## Répartition
Cette espèce est endémique de l'île Yapen de la province de Nouvelle-Guinée occidentale en Indonésie. Elle se rencontre entre 500 et 1 150 m d'altitude sur les monts Amoman et Waira.

## Publication originale
- Günther, 2006 : Two new tiny Cophixalus species with reduced thumbs from the west of New Guinea. Herpetozoa, vol. 19, p. 59-75.